# Jaguaquara
Jaguaquara este un oraș în statul Bahia (BA) din Brazilia.